# Пакш (футбольний клуб)
«Пакш» (угор. Paksi FC) — угорський професійний футбольний клуб із однойменного міста. З моменту свого заснування в 1952 році грав на рівні медьє або у нижчих лігах країни. У 2006 році вперше піднявся до Національного чемпіонату I, найвищого дивізіону угорського футболу. Домашні ігри проводить на «Фехерварі уті Стадіон». Кольори клубу — зелений та білий. У чемпіонаті Угорщини 2010/11 команда посіла друге місце та кваліфікувалася до Ліги Європи УЄФА 2011/12. Клуб відомий своєю політикою підписання лише угорських гравців.

## Історія

### Ранні роки
У 1952 році був створений спортивний клуб «Пакш», який почав виступати в чемпіонаті медьє Толна. Вони продовжували змагатися у змаганнях рівня області з 1954 по 1964 рік. У 1966 році команда відкрила своє нове повністю трав'яне ігрове поле для 500 глядачів. У 1970 році команда виграла чемпіонат області та піднялася до третього дивізіону, де провела ще три роки, перш ніж знову вилетіла до рівня чемпіонату медьє.
1976 рік став найкращим роком для клубу в обласному футболі, оскільки він виграв чемпіонат із вражаючою різницею м'ячів 119:21 і знову повернувся до третього дивізіону, але це не був кінець його успіху. Клуб виграв Аматорський кубок Угорщини, вигравши у фіналі з рахунком 4:2 на стадіоні «Непштадіон» у Будапешті, що, безсумнівно, стало найбільшою перемогою команди на той момент.
1982 року команда повернулася до гри на рівні області, однак у сезоні 1983/84 років вони знову переконливо виграли чемпіонат медьє і повернулися до третього дивізіону. Протягом 1980-х років команда кілька разів була близька до виходу до другого дивізіону, часто борючись з іншою командою з Пакша, клубом АСЕ, але завжди програвала кілька очок.
У липні 1993 року ці дві міські команди, «Пакш» та «АСЕ», об'єдналися на молодіжному рівні, інвестуючи кошти та об'єднуючи наявні приміщення, щоб забезпечити кращий розвиток молоді. Протягом 1990-х років клуб стабільно залишався в третьому дивізіоні.

### 2000-ті роки
«Пакш» посів третє місце в сезоні 2002/03 років та вперше вийшов до другого дивізіону Угорщини. Там клуб провів три сезони поспіль: у дебютному розіграші вони фінішували на третьому місці, у наступному сезоні фінішували на другому місці, а з третьої спроби «Пакш» виграв сезон 2005/06 у другому дивізіоні та пройшов до вищого дивізіону.
У своєму першому сезоні 2006/07 у вищому дивізіоні «Пакш» фінішував на 11-му місці та не вилетів. Цю ж позицію команда посідала і за підсумками наступних сезонів 2007/08 та 2008/09. Протягом чергового сезону 2009/10 років «Пакш» виступав значно гірше і посів 14-е місце, ледь уникнувши вильоту, обігнавши лише на 4 очки «Ньїредьгазу», яка вилетіла з еліти. Крім того «Пакш» зумів вийти до фіналу Кубка ліги, що стало найбільшим успіхом команди, навіть не зважаючи на те, що вони у фіналі програли «Дебрецену» з рахунком 1:2.

### 2010-ті роки
У сезоні 2010/11 років команда посіла друге місце та вперше в історії кваліфікувалася до Ліги Європи. Також у цьому сезоні «Пакш» вперше виграв Кубок ліги.
Свій перший міжнародний матч «Пакш» зіграв в Андоррі у матчі Ліги Європи 2011/12, перемігши «Уніо Еспортиву» з рахунком 1:0. Вдома вони перемогли андорців 4:0 на стадіоні «Відеотона», «Шоштой». У другому раунді «Пакш» зустрівся з норвезьким «Тромсе» вдома перед 1800 глядачами, знову на стадіоні «Шоштой» у Секешфегерварі, зігравши внічию 1:1. У матчі-відповіді в Норвегії на стадіоні «Алфгейм» угорці розгромно виграли і пройшли до чергового раунду. У третьому раунді «Пакш» знову вдома зіграв унічию з шотландським клубом «Гартс», але в гостях без шансів програли 1:4 та не пробився до групового етапу.
У наступні роки «Пакш» був середняком чемпіонату і у єврокубки не виходив.

### 2020-ті роки
У сезоні 2020/21 гравець «Пакша» вперше виграв звання найкращого бомбардира чемпіонату Угорщини. Ним став вихованець академії Янош Ган, який забив 22 голи. Наступного року це досягнення повторив інший гравець клубу Мартін Адам, який забив 31 гол. Також у сезоні 2021/22, через сімдесят років після свого заснування, команда вперше у своїй історії вийшла до фіналу Кубка Угорщини, але зазнала розгромної поразки від «Ференцвароша» з рахунком 0:3.

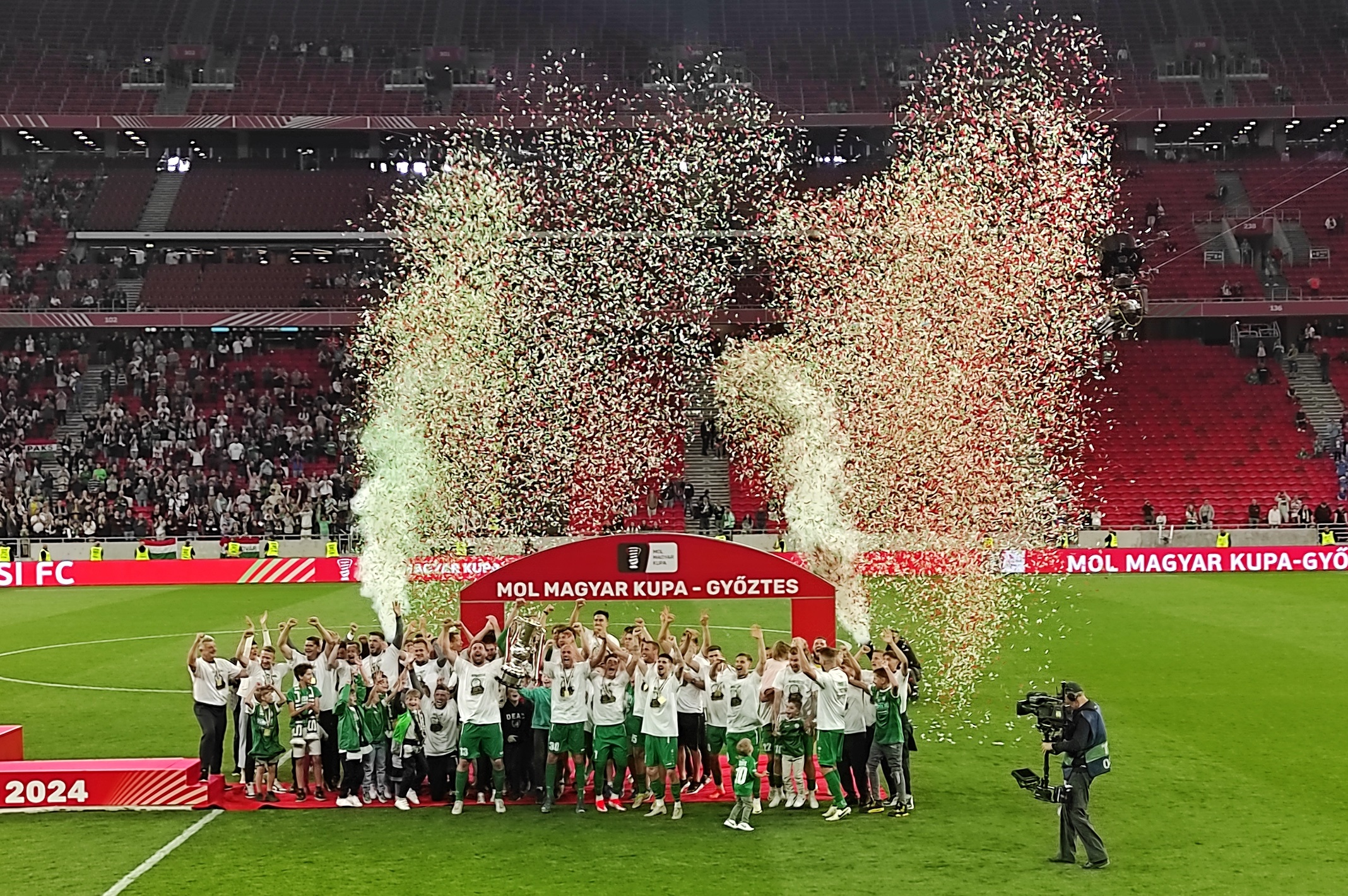
Гравці «Пакша» святкують перемогу у фіналі Кубка Угорщини 2023/24.

14 лютого 2023 року головним тренером клубу був призначений Дьйордь Богнар, який вже перед тим працював з командою у 2020—2022 роках. Під його керівництвом на зимову перерву сезону 2023/24 «Пакш» очолював турнірну таблицю чемпіонату Угорщини, ставши зимовим чемпіоном. У другій частині сезону «Пакш» відстав від «Ференцвароша», тим не менш, після того як клуб переміг «Кішварду» у останньому турі, він посів друге місце в сезоні 2023/24, повернувшись до єврокубків. Також «Пакш» чудово виступив і у Кубку Угорщини 2023/24. 23 квітня 2024 року «Пакш» переміг «Кішварду» з рахунком 2:1 вдома та вдруге в історії клубу кваліфікувався до фіналу Кубка Угорщини. Але цього разу, на відміну від попереднього сезону, 15 травня 2024 року «Пакш» переміг «Ференцварош» з рахунком 2:0 у фіналі Кубка Угорщини та вперше в історії клубу виграв трофей. Основний час закінчився внічию 0:0, але у додатковий час спочатку Криштоф Папп забив на 98-й хвилині, а потім Жолт Гарасті остаточно забезпечив перемогу на 122-й хвилині.
Наступний сезон команда розпочала у першому раунді кваліфікації Ліги Європи УЄФА 2024/25 років, зазнавши 11 липня 2024 року поразки 0:4 від румунського «Корвінула» вдома. 18 липня 2024 року, хоча «Пакш» і переміг «Корвінул» з рахунком 2:0 на стадіоні у Сібіу, вони вилетіли до Ліги конференцій УЄФА 2024/25. Там «Пакш» спочатку переміг кіпрський АЕК (Ларнака) із загальним рахунком 5:0, а у третьому кваліфікаційному раунді пройшов чорногорський «Морнар» із загальним рахунком 5:2. У раунді плей-оф кваліфікації «Пакш» зіграв унічию 2:2 з чеською «Младою Болеслав» на «Локотранс Арені» в Млада Болеславі у першій грі. Перед другим матчем «Млада» звільнила Давіда Голубека та призначила Андреаса Бреннстрема своїм новим тренером. В інтерв'ю Nemzeti Sport тренер угорців Богнар сказав, що це недобре для нього, бо він може викинути тактику, яку підготував до матчу. В результаті у другому матчі «Пакш» програв «Младі» з рахунком 0:3 29 серпня 2024 року і не вийшли до групового етапу. Того ж року команда у Кубку Угорщини 2024/25 втретє поспіль вийшла у фінал, обігравши у півфіналі вдома «Залаегерсег» з рахунком 2:1. У фіналі «Пакш» зіграв унічию 1:1 з «Ференцварошем» на «Пушкаш-Арені» перед 55 000 глядачів 14 травня 2025 року. Команди не забили жодного гола в додатковий час, тому долю трофею було вирішено у серії пенальті. Будапештці Ленні Жозеф та Александар Пешич не реалізували свої удари, що призвело до перемоги «Пакша» у кубку вдруге поспіль.
У сезоні 2025/26 команда потрапила до першого раунду кваліфікації Ліги Європи УЄФА 2025/26 років, де одразу вилетіла від румунського ЧФР (Клуж), вилетівши до Ліги конференцій УЄФА 2025/26. Там угорцям вдалося пройти словенський «Марибор».

## Стадіон

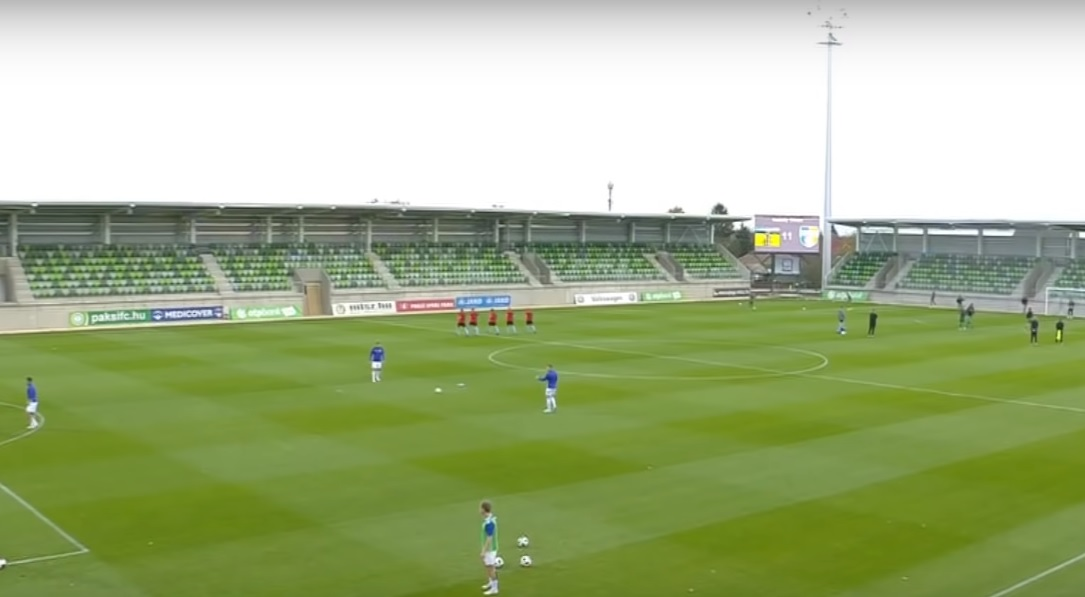
Стадіон «Фегерварі уті».

Домашня арена клубу — багатофункціональний стадіон «Фегерварі уті» в місті Пакш, Угорщина. Його місткість — 5001 глядач. У сезоні Ліги Європи 2011/12 років клуб грав свої домашні матчі в Секешфегерварі на стадіоні «Шоштой».

## Кольори, логотип та прізвиська
Кольори клубу — зелений та білий. Це поєднання є одним із найпопулярніших в Угорщині — багато клубів використовують його, такі як «Ференцварош», «Голодаш» та «Дьєр». Прізвисько клубу — «Atomcsapat» («Ядерна команда»), що походить від того факту, що єдина атомна електростанція в Угорщині розташована в Пакші.

## Сезони
Станом на 27 липня 2025
| Сезон   | Чемпіонат | Чемпіонат | Чемпіонат | Чемпіонат | Чемпіонат | Чемпіонат | Чемпіонат | Чемпіонат | Чемпіонат | Кубок | Єврокубки        | Єврокубки       | Прим.         |
| Сезон   | Див.      | І         | В         | Н         | П         | ГЗ        | ГП        | О         | М         | Кубок | Турнір           | Раунд           | Прим.         |
| ------- | --------- | --------- | --------- | --------- | --------- | --------- | --------- | --------- | --------- | ----- | ---------------- | --------------- | ------------- |
| 1990–91 | НЧ III    | 28        | 19        | 4         | 5         | 65        | 23        | 42        | 1         |       | Не брали участь  | Не брали участь | [ 46 ]        |
| 1991–92 | НЧ III    | 30        | 14        | 6         | 10        | 36        | 32        | 34        | 5         |       | Не брали участь  | Не брали участь | [ 47 ]        |
| 1992–93 | НЧ III    | 30        | 9         | 9         | 12        | 43        | 41        | 27        | 10        |       | Не брали участь  | Не брали участь | [ 48 ]        |
| 1993–94 | Рег I     | 34        | 21        | 9         | 4         | 110       | 38        | 51        | 2         |       | Не брали участь  | Не брали участь | [ 49 ]        |
| 1994–95 | Рег I     | 30        | 21        | 6         | 3         | 84        | 21        | 69        | 1         |       | Не брали участь  | Не брали участь | [ 50 ]        |
| 1995–96 | НЧ III    | 30        | 13        | 10        | 7         | 54        | 46        | 49        | 5         |       | Не брали участь  | Не брали участь | [ 51 ]        |
| 1996–97 | НЧ III    | 30        | 11        | 8         | 11        | 53        | 38        | 41        | 7         |       | Не брали участь  | Не брали участь | [ 52 ]        |
| 1997–98 | НЧ III    | 30        | 15        | 7         | 8         | 56        | 37        | 52        | 4         |       | Не брали участь  | Не брали участь | [ 53 ]        |
| 1998–99 | НЧ III    | 30        | 8         | 7         | 15        | 43        | 50        | 31        | 13        |       | Не брали участь  | Не брали участь | [ 54 ]        |
| 1999–00 | НЧ III    | 28        | 9         | 11        | 8         | 44        | 26        | 38        | 9         |       | Не брали участь  | Не брали участь | [ 55 ]        |
| 2000–01 | НЧ III    | 20        | 5         | 4         | 11        | 22        | 37        | 21        | 8         |       | Не брали участь  | Не брали участь | [ 56 ]        |
| 2001–02 | НЧ III    | 26        | 10        | 4         | 12        | 35        | 42        | 34        | 7         |       | Не брали участь  | Не брали участь | [ 57 ]        |
| 2002–03 | НЧ III    | 30        | 19        | 8         | 3         | 64        | 28        | 65        | 3         |       | Не брали участь  | Не брали участь | [ 58 ]        |
| 2003–04 | НЧ II     | 30        | 16        | 9         | 5         | 47        | 31        | 57        | 3         |       | Не брали участь  | Не брали участь | [ 59 ]        |
| 2004–05 | НЧ II     | 30        | 16        | 8         | 6         | 50        | 23        | 56        | 2         |       | Не брали участь  | Не брали участь | [ 60 ]        |
| 2005–06 | НЧ II     | 30        | 25        | 1         | 4         | 66        | 22        | 76        | 1         |       | Не брали участь  | Не брали участь | [ 61 ]        |
| 2006–07 | НЧ I      | 30        | 10        | 7         | 13        | 34        | 38        | 37        | 11        | 1/16  | Не брали участь  | Не брали участь |               |
| 2007–08 | НЧ I      | 30        | 10        | 9         | 11        | 53        | 50        | 39        | 11        | 1/32  | Не брали участь  | Не брали участь | [ 62 ] [ 63 ] |
| 2008–09 | НЧ I      | 30        | 9         | 8         | 13        | 38        | 51        | 35        | 11        | 1/32  | Не брали участь  | Не брали участь |               |
| 2009–10 | НЧ I      | 30        | 7         | 10        | 13        | 31        | 44        | 31        | 14        | 1/16  | Не брали участь  | Не брали участь |               |
| 2010–11 | НЧ I      | 30        | 17        | 5         | 8         | 54        | 37        | 56        | 2         | 1/8   | Не брали участь  | Не брали участь |               |
| 2011–12 | НЧ I      | 30        | 12        | 9         | 9         | 47        | 51        | 45        | 6         | 1/16  | Ліга Європи      | Кв3             |               |
| 2012–13 | НЧ I      | 30        | 8         | 11        | 11        | 40        | 38        | 35        | 13        | 1/8   | Не брали участь  | Не брали участь |               |
| 2013–14 | НЧ I      | 30        | 8         | 10        | 12        | 39        | 42        | 34        | 11        | 1/16  | Не брали участь  | Не брали участь |               |
| 2014–15 | НЧ I      | 30        | 14        | 9         | 7         | 44        | 27        | 51        | 5         | 1/64  | Не брали участь  | Не брали участь | [ 64 ]        |
| 2015–16 | НЧ I      | 33        | 12        | 7         | 14        | 41        | 40        | 43        | 7         | 1/16  | Не брали участь  | Не брали участь |               |
| 2016–17 | НЧ I      | 33        | 11        | 12        | 10        | 41        | 37        | 45        | 5         | 1/32  | Не брали участь  | Не брали участь |               |
| 2017–18 | НЧ I      | 33        | 11        | 9         | 13        | 43        | 48        | 42        | 7         | 1/8   | Не брали участь  | Не брали участь | [ 65 ]        |
| 2018–19 | НЧ I      | 33        | 9         | 12        | 12        | 33        | 46        | 39        | 8         | 1/8   | Не брали участь  | Не брали участь | [ 66 ]        |
| 2019–20 | НЧ I      | 33        | 11        | 8         | 14        | 46        | 53        | 41        | 10        | 1/8   | Не брали участь  | Не брали участь | [ 67 ]        |
| 2020–21 | НЧ I      | 33        | 14        | 8         | 11        | 76        | 64        | 50        | 4         | 1/8   | Не брали участь  | Не брали участь |               |
| 2021–22 | НЧ I      | 33        | 12        | 7         | 14        | 75        | 63        | 43        | 6         | Ф     | Не брали участь  | Не брали участь | [ 68 ]        |
| 2022–23 | НЧ I      | 33        | 14        | 7         | 12        | 57        | 57        | 49        | 5         | 1/4   | Не брали участь  | Не брали участь | [ 69 ]        |
| 2023–24 | НЧ I      | 33        | 17        | 7         | 9         | 51        | 42        | 58        | 2         | Ч     | Не брали участь  | Не брали участь | [ 70 ]        |
| 2024–25 | НЧ I      | 33        | 16        | 9         | 8         | 65        | 47        | 57        | 3         | Ч     | Ліга конференцій | ПО              | [ 71 ] [ 72 ] |
| 2025–26 | НЧ I      |           |           |           |           |           |           |           | ?         | ?     | Ліга конференцій | ?               | [ 73 ]        |

## Поточний склад
Станом на 24 липня 2025
| №  | Поз. | Нац.     | Гравець        |
| -- | ---- | -------- | -------------- |
| 1  | ВР   | Угорщина | Адам Ковачик   |
| 2  | ЗХ   | Угорщина | Акош Кіньїк    |
| 5  | ПЗ   | Угорщина | Балінт Вечей   |
| 7  | НП   | Угорщина | Мартін Адам    |
| 8  | ПЗ   | Угорщина | Балаж Балог    |
| 9  | НП   | Угорщина | Янош Ган       |
| 10 | НП   | Угорщина | Жолт Гарасті   |
| 11 | ЗХ   | Угорщина | Аттіла Ошват   |
| 12 | ЗХ   | Угорщина | Ґабор Ваш      |
| 13 | НП   | Угорщина | Даніель Беде   |
| 14 | ЗХ   | Угорщина | Ерік Шіє       |
| 15 | НП   | Угорщина | Акош Сендрей   |
| 17 | НП   | Угорщина | Роланд Варга   |
| 18 | ПЗ   | Угорщина | Герге Дьюркітш |

| №  | Поз. | Нац.     | Гравець        |
| -- | ---- | -------- | -------------- |
| 19 | ПЗ   | Угорщина | Кевін Горват   |
| 20 | ЗХ   | Угорщина | Маріо Зеке     |
| 21 | ПЗ   | Угорщина | Криштоф Папп   |
| 22 | ПЗ   | Угорщина | Йожеф Віндекер |
| 23 | ПЗ   | Угорщина | Мілан Петьо    |
| 24 | ЗХ   | Угорщина | Бенце Ленжер   |
| 25 | ВР   | Угорщина | Барнабаш Шимон |
| 26 | ЗХ   | Угорщина | Мілан Сексарді |
| 27 | НП   | Угорщина | Янош Галамбош  |
| 28 | ЗХ   | Угорщина | Криштоф Гінора |
| 29 | НП   | Угорщина | Барна Тот      |
| 30 | ЗХ   | Угорщина | Янош Сабо ()   |
| 31 | ВР   | Угорщина | Марк Дьєтван   |

## Головні тренери
Станом на 15 травня 2025
| Тренер             | З                | По               | І   | В  | Н  | П  | ГЗ  | ГП  | Прим.                |
| ------------------ | ---------------- | ---------------- | --- | -- | -- | -- | --- | --- | -------------------- |
| Лайош Пушкаш       | 5 січня 1990     | 30 червня 1990   |     |    |    |    |     |     |                      |
| Іштван Міхалец     | 1 січня 1994     | 30 червня 1995   |     |    |    |    |     |     |                      |
| Ласло Пустай       | 1 липня 1995     | 30 червня 1996   |     |    |    |    |     |     |                      |
| Іштван Реселі Соос | 1 липня 1996     | 31 травня 1997   |     |    |    |    |     |     |                      |
| Ференц Хааз        | 1 липня 1999     | 30 червня 2000   |     |    |    |    |     |     |                      |
| Ференц Лендьєль    | 1 липня 2004     | 23 вересня 2007  | 39  | 12 | 8  | 19 | 47  | 58  | [ 75 ] [ 76 ]        |
| Імре Геллей        | 25 вересня 2007  | 12 квітня 2010   | 73  | 20 | 25 | 28 | 96  | 114 | [ 77 ]               |
| Карой Кіш          | 12 квітня 2010   | 1 серпня 2012    | 80  | 36 | 18 | 26 | 129 | 116 |                      |
| Чаба Мате (в. о.)  | 11 серпня 2012   | 30 серпня 2012   | 3   | 0  | 2  | 1  | 5   | 6   | [ 78 ]               |
| Томислав Сивич     | 30 серпня 2012   | 1 червня 2013    | 27  | 8  | 8  | 11 | 35  | 36  | [ 79 ]               |
| Ференц Горват      | 24 червня 2013   | 9 січня 2014     | 18  | 4  | 5  | 9  | 21  | 31  |                      |
| Аурель Чертей      | 9 січня 2014     | 21 травня 2019   | 188 | 69 | 54 | 65 | 255 | 234 | [ 80 ] [ 81 ] [ 82 ] |
| Томислав Сивич     | 27 травня 2019   | 3 листопада 2019 | 13  | 5  | 1  | 7  | 25  | 23  | [ 84 ]               |
| Габор Остермаєр    | 5 листопада 2019 | 22 вересня 2020  | 32  | 12 | 9  | 11 | 46  | 45  | [ 85 ]               |
| Дьйордь Богнар     | 22 вересня 2020  | 15 травня 2022   | 71  | 33 | 14 | 24 | 175 | 128 | [ 86 ]               |
| Роберт Вальтнер    | 1 липня 2022     | 13 лютого 2023   | 22  | 9  | 5  | 8  | 40  | 34  | [ 87 ]               |
| Дьйордь Богнар     | 14 лютого 2023   |                  | 99  | 57 | 18 | 24 | 201 | 142 | [ 88 ] [ 89 ]        |

## Досягнення
Чемпіонат Угорщини
- Срібний призер (2): 2011, 2024

Кубок Угорщини
- Володар (2): 2023-24, 2024-25
- Фіналіст (1): 2021-22

Кубок угорської ліги
- Володар кубка (1): 2010-11
- Фіналіст (1): 2009-10

## Виступи у європейських змаганнях
| Сезон   | Турнір                | Раунд | Клуб                 | Вдома | У гостях | Загалом |
| ------- | --------------------- | ----- | -------------------- | ----- | -------- | ------- |
| 2011–12 | Ліга Європи УЄФА      | Кв1   | Уніо Еспортива       | 4–0   | 1–0      | 5–0     |
| 2011–12 | Ліга Європи УЄФА      | Кв2   | Тромсе               | 1–1   | 3–0      | 4–1     |
| 2011–12 | Ліга Європи УЄФА      | Кв3   | Гарт оф Мідлотіан    | 1–1   | 1–4      | 2–5     |
| 2024–25 | Ліга Європи УЄФА      | Кв1   | Корвінул (Хунедоара) | 0–4   | 2−0      | 2−4     |
| 2024–25 | Ліга конференцій УЄФА | Кв2   | АЕК (Ларнака)        | 3–0   | 2−0      | 5−0     |
| 2024–25 | Ліга конференцій УЄФА | Кв3   | Морнар               | 3–0   | 2−2      | 5−2     |
| 2024–25 | Ліга конференцій УЄФА | КвПО  | Млада Болеслав       | 0−3   | 2−2      | 2−5     |
| 2025–26 | Ліга Європи УЄФА      | Кв1   | ЧФР (Клуж-Напока)    | 0–0   | 0−3      | 0−3     |
| 2025–26 | Ліга конференцій УЄФА | Кв2   | Марибор              | 1–0   | 1–1      | 2–1     |
| 2025–26 | Ліга конференцій УЄФА | Кв3   | Полісся (Житомир)    | 2–1   | 0–3      | 2–4     |